# CBD-DMH
CBD-DMH（大麻二酚-二甲基庚基，也缩写为DMH-CBD），分子式C25H38O2，是一种人工合成的大麻素，可看做大麻二酚的同系物，其侧链上的戊基被替换成二甲基庚基。